# Władysław Faron
Władysław Marcin Faron (19 maggio 1891 – 1º aprile 1965) è stato un vescovo vetero-cattolico polacco.

## Pastore polacco-cattolico
Come presbitero polacco-cattolico Wladyslaw Faron organizzò la parrocchia del Cuore di Gesù a Zamość. Nel 1928 partecipò alla Conferenza e al I Sinodo nazionale della Chiesa a Varsavia. Poi fu eletto amministratore e Vicario generale della diocesi missionaria della Chiesa cattolica nazionale polacca in Polonia.
Nel 1930 fu eletto vescovo della diocesi polacca della Chiesa cattolica nazionale polacca. Nello stesso anno si recò negli Stati Uniti d'America, dove ricevette la consacrazione episcopale a Scranton dal Vescovo primate della Chiesa cattolica nazionale polacca, Franciszek Hodur. Dato l'atteggiamento autoritario e il tentativo di condurre una sola diocesi polacca incontrò critiche da parte dei credenti. Il 2 settembre 1931, quindi, al Congresso di Cracovia ci fu una spaccatura all'interno della Diocesi polacca della Chiesa cattolica nazionale polacca. Wladyslaw Faron fu sospeso dalle prerogative episcopali e de facto fu costretto a lasciare la Chiesa cattolica nazionale polacca.

## Vescovo della Chiesa vetero-cattolica polacca
Dopo aver lasciato la Chiesa cattolica nazionale polacca, Wladyslaw Faron organizzò una propria denominazione vetero-cattolica, di cui divenne il superiore. Nel 1933 la comunità prese il nome di Chiesa vetero-cattolica polacca e concluse un'Unione ecclesiastica con la Diocesi cattolica per i veterocattolici in Germania a Katowice. Nel Periodo interbellico il vescovo Faron risiedette a Zamość e Varsavia.
Nel 1934 Wladyslaw Faron consacrò vescovo a Zamość due suoi suffraganei: Adam Jurgielewicz e Jan Perkowski. Nel 1936 nella Chiesa vetero-cattolica polacca si ebbe una crisi. Wladyslaw Faron cercò di conciliare con la Chiesa cattolica nazionale polacca e stabilì a tal fine un contatto con il vescovo Hodur. I vescovi Jurgielewicz e Perkowski, tuttavia, respinsero questi tentativi.
Tra il 1941 e il 1945 il vescovo Faron fu imprigionato dai nazisti per la concessione del divorzio senza il consenso delle autorità del Terzo Reich. Alla fine della Seconda guerra mondiale Wladyslaw Faron rimase a Legionowo, dove creò la parrocchia vetero-cattolica. Tuttavia, essa non godette del successo del missionario, e perse rapidamente tutti i fedeli.
Dopo questo fallimento il vescovo Faron si trasferì a Łódź, dove divenne parroco della Parrocchia di Nostra Signora del Perpetuo Soccorso. Nel frattempo, tentò di organizzare un sindacato delle Chiese vetero-cattoliche polacche, composto dalla Chiesa vetero-cattolica mariavita, dalla Diocesi polacca della Chiesa cattolica nazionale polacca e dalla Chiesa vetero-cattolica polacca.
La Chiesa cattolica nazionale polacca, però, obiettò a questa soluzione e l'Unione non ebbe mai luogo.

## Riconciliazione con la Chiesa cattolica
Nel 1948 dopo i fallimenti associati alla creazione dell'Unione delle Chiese vetero-cattoliche, il Vescovo Faron si convertì al cattolicesimo e divenne sacerdote cattolico. Il suo successore come vescovo della Chiesa vetero-cattolica polacca fu Zygmunt Szypold.
A causa del mancato accordo tra i vescovi cattolici polacchi, Wladyslaw Faron fu ricevuto dall'Episcopato polacco come un sacerdote cattolico, rinunciò a indossare i paramenti episcopali, e diede le sue insegne come ex voto a Jasna Gora.
Dopo l'adesione alla Chiesa cattolica romana lavorò per molti anni come amministratore in varie parrocchie cattoliche della Grande Polonia e della Pomerania occidentale appartenenti all'Amministrazione apostolica di Gorzów Wielkopolski. Tra l'altro, è stato parroco a Zbąszynek, Stettino e Łobez. Ha ricevuto la dignità di Canonico. Per il resto della sua vita, ha avuto il permesso di utilizzare alcuni degli attributi dei vescovi, ma non il diritto di essere considerato un vescovo cattolico.
Fu sepolto nel cimitero parrocchiale di Łobez.

## Genealogia episcopale
La genealogia episcopale è:
CHIESA CATTOLICA
- Cardinale Scipione Rebiba
- Cardinale Giulio Antonio Santori
- Cardinale Girolamo Bernerio, O.P.
- Arcivescovo Galeazzo Sanvitale
- Cardinale Ludovico Ludovisi
- Cardinale Luigi Caetani
- Vescovo Giovanni Battista Scanaroli
- Cardinale Antonio Barberini iuniore
- Arcivescovo Charles-Maurice le Tellier
- Vescovo Jacques Bénigne Bossuet
- Vescovo Jacques de Goyon de Matignon
- Vescovo Dominique Marie Varlet

CHIESA ROMANO-CATTOLICA OLANDESE DEL CLERO VETERO EPISCOPALE
- Arcivescovo Petrus Johannes Meindaerts
- Vescovo Johannes van Stiphout
- Arcivescovo Walter van Nieuwenhuisen
- Vescovo Adrian Jan Broekman
- Arcivescovo Jan van Rhijn
- Vescovo Gisbert van Jong
- Arcivescovo Willibrord van Os
- Vescovo Jan Bon
- Arcivescovo Johannes van Santen

CHIESA VETERO-CATTOLICA
- Arcivescovo Hermann Heykamp
- Vescovo Casparus Johannes van Rinkel
- Arcivescovo Gerardus Gul

CHIESA CATTOLICA NAZIONALE POLACCA
- Vescovo Franciszek Hodur
- Vescovo Władysław Faron